# المحرث (المخادر)

تعديل مصدري - تعديل

المحرث هي إحدى قرى عزلة السحول بمديرية المخادر التابعة لمحافظة إب، بلغ تعداد سكانها 2118 نسمة حسب تعداد اليمن لعام 2004.